# Citlaly Aguilar Sánchez
Citlaly Aguilar Sánchez (Valparaíso, 1985) es una escritora e investigadora mexicana.

## Biografía
Nacida en Valparaíso, Zacatecas, obtuvo una licenciatura en letras por la Universidad Autónoma de Zacatecas (UAZ). Posteriormente obtuvo una maestría en estudios de literatura mexicana por la Universidad de Guadalajara (UDEG) y un doctorado en estudios del desarrollo por la UAZ. Fue becaria del Programa de Estímulo a la Creación y Desarrollo Artístico (PECDA) Zacatecas en tres emisiones.
Dentro de su carrera ha desempeñado puestos como docente a nivel preparatoria y universidad. Desde 2013 a 2021 se desempeñó como profesora de la Universidad Autónoma de Durango (UAD) campus Zacatecas, y posteriormente como profesora de textos literarios e Introducción al mundo contemporáneo desde 2023 a 2024 en la misma universidad.
Como parte de su labor literario fue tallerista de Javier Acosta en poesía, de José Israel Carranza en ensayo y de Alí Calderón y de Mario Bojórquez en poesía y ensayo. Entre 2016 y 2017 impartió el taller de ensayo literario "El Centauro" en Zacatecas, del que se publicó una antología electrónica en 2016.
Ha publicado poemas múltiples revistas literarias como Letralia, Reitia y Puntos Suspensivos, así como artículos en Filha y Círculo de Poesía. Es autora de varios libros como La literatura zacatecana en el siglo XXI (2014), La fabulosa historia de Anémona y Durazno (2021), y Crónica de la habitación (2022). Parte de su obra ha sido publicada en antologías como Utopías (2023), y Hacia un futuro complejo: las Ciencias Sociales y las Humanidades en América Latina (2025).

### Premios y reconocimientos
Obtuvo el segundo lugar en el Concurso Estatal de Ensayo Literario Beatriz González Ortega en 2017 y el tercer lugar del Concurso Estatal de Poesía Joven Roberto Cabral del Hoyo en 2010.

## Publicaciones seleccionadas

### Antologías
- Aguilar Sánchez, Citlaly, ed. (2017). El centauro: Antología de ensayo literario. Policromía Servicios Editoriales. ISBN 9786079748418.
- Aguilar Sánchez, Citlaly (2023). Utopías. Borrego Lomas Monica Paulina. ISBN 9786079986827.
- Cazal Ferreira, Alejandra; Aguiar Alayola, Pilivet, eds. (2023). Hacia un futuro complejo: las Ciencias Sociales y las Humanidades en América Latina. Universidad del Caribe. ISBN 9786072633032.

### Narrativa
- Aguilar Sánchez, Citlaly (2014). La literatura zacatecana en el siglo XXI. Instituto Zacatecano de Cultura. ISBN 9786079092351.
- Aguilar Sánchez, Citlaly (2021). La fabulosa historia de Anémona y Durazno. Instituto Zacatecano de Cultura. ISBN 9786078743285.
- Aguilar Sánchez, Citlaly (2022). Crónica de la habitación. Borrego Lomas Monica Paulina. ISBN 9786079986803.